# Ronde van Italië 2013/Elfde etappe
De 11e etappe van de Ronde van Italië 2013 werd op 15 mei gereden. Het ging om een heuvelrit over 182 kilometer van Tarvisio naar Vajont. Het was de Litouwer Ramūnas Navardauskas die de etappe wist te winnen door de snelste te zijn van de kopgroep. De Italiaan bleef aan de leiding in het algemeen klassement.

## Verloop
De elfde etappe ging van start zonder de Fransman Sylvain Georges. Georges testte positief in de a-staal op het middel heptaminol. In het eerste uur van de koers waren er verschillende renners die een kopgroep wilden vormen maar dit werd niet toegelaten. Pas na anderhalf uur koersen ontstond een kopgroep van twintig man uit evenveel verschillende ploegen. Alleen Lampre-Merida, Astana Pro Team en Lotto-Belisol zaten niet mee in de kopgroep. In de kopgroep reden ook drie Belgen mee, Jens Keukeleire, Frederik Veuchelen en Serge Pauwels, maar geen van allen speelde een rol van betekenis in de ontknoping. In de afdaling van de eerste beklimming van de dag nam de Duitser Patrick Gretsch afstand van de kopgroep. Hij pakte een ruime minuut voorsprong. Op het vlakke gedeelte de Litouwer Ramūnas Navardauskas en de Italiaan Daniel Oss gingen achter Gretsch aan. Het gat werd snel gedicht en de Duitser kon nog even aanhaken bij de Litouwer en Italiaan. Uiteindelijk moest Gretsch lossen en streden Navardauskas en Oss voor de etappezege. Het was de Litouwer die de beste benen had en die in de slotklim naar Vajont nog van de Italiaan weg reed.
In het algemeen klassement vinden weinig veranderingen plaats. De Italiaan Vincenzo Nibali gaat na een gecontroleerde rit nog altijd aan de leiding. Hij wordt op 41 seconden gevolgd door de Australiër Cadel Evans. Op een achterstand van twee minuten en vier seconden staat de nummer drie, de Colombiaan Rigoberto Urán. De beste Nederlander is Robert Gesink. Hij staat met een achterstand van twee minuten en twaalf seconden op de vijfde plek. De beste Belg is Francis De Greef. Hij heeft een achterstand van twaalf minuten en twee seconden.
Cadel Evans weet de leiding in het puntenklassement te behouden omdat geen van zijn directe belagers punten kon pakken. In het bergklassement verstevigt de Italiaan Stefano Pirazzi zijn leidende positie. De Pool Rafał Majka heeft de leiding behouden in het jongerenklassement. De Britse ploeg Sky ProCycling blijft leider in het ploegenklassement.

## Uitslag
| Tarvisio - Vajont (182 km) |                      |                           |          |
| Plaats                     | Naam                 | Ploeg                     | Tijd     |
| Winnaar                    | Ramūnas Navardauskas | Team Garmin-Sharp         | 4u23'14" |
| 2                          | Daniel Oss           | BMC Racing Team           | + 1'08"  |
| 3                          | Stefano Pirazzi      | Bardiani Valvole-CSF Inox | + 2'59"  |
| 4                          | Salvatore Puccio     | Sky ProCycling            | + 3'07"  |
| 5                          | Paul Martens         | Blanco Pro Cycling        | z.t.     |
| 6                          | Danilo Di Luca       | Vini Fantini-Selle Italia | z.t.     |
| 7                          | Egoi Martínez        | Euskaltel-Euskadi         | z.t.     |
| 8                          | Serge Pauwels        | Omega Pharma-Quickstep    | + 3'10"  |
| 9                          | Jevgeni Petrov       | Team Saxo-Tinkoff         | + 3'11"  |
| 10                         | Jackson Rodriguez    | Androni Giocattoli        | + 3'25"  |
|                            |                      |                           |          |
| 40                         | Robert Gesink        | Blanco Pro Cycling        | + 5'41"  |

## Klassementen
| Algemeen klassement |                    |                           |           |
| Plaats              | Naam               | Ploeg                     | Tijd      |
| Roze trui           | Vincenzo Nibali    | Astana Pro Team           | 43u26'27" |
| 2                   | Cadel Evans        | BMC Racing Team           | + 41"     |
| 3                   | Rigoberto Urán     | Sky ProCycling            | + 2'04"   |
| 4                   | Bradley Wiggins    | Sky ProCycling            | + 2'05"   |
| 5                   | Robert Gesink      | Blanco Pro Cycling        | + 2'12"   |
| 6                   | Michele Scarponi   | Lampre-Merida             | + 2'13"   |
| 7                   | Mauro Santambrogio | Vini Fantini-Selle Italia | + 2'55"   |
| 8                   | Przemysław Niemiec | Lampre-Merida             | + 3'35"   |
| 9                   | Beñat Intxausti    | Team Movistar             | + 4'05"   |
| 10                  | Filippo Pozzato    | Lampre-Merida             | + 4'17"   |
|                     |                    |                           |           |
| 24                  | Francis De Greef   | Omega Pharma-Quickstep    | + 12'02"  |

| Puntenklassement |                |                             |        |
| Plaats           | Naam           | Ploeg                       | Punten |
| Rode trui        | Cadel Evans    | BMC Racing Team             | 73     |
| 2                | Elia Viviani   | Cannondale Pro Cycling Team | 60     |
| 3                | Mark Cavendish | Omega Pharma-Quickstep      | 58     |
|                  |                |                             |        |
| 28               | Pim Ligthart   | Vacansoleil-DCM             | 22     |
| 55               | Bert De Backer | Argos-Shimano               | 11     |

| Bergklassment |                   |                           |        |
| Plaats        | Naam              | Ploeg                     | Punten |
| Blauwe trui   | Stefano Pirazzi   | Bardiani Valvole-CSF Inox | 46     |
| 2             | Jackson Rodriguez | Androni Giocattoli        | 26     |
| 3             | Robinson Chalapud | Colombia                  | 23     |
|               |                   |                           |        |
| 10            | Willem Wauters    | Vacansoleil-DCM           | 9      |
| 24            | Pim Ligthart      | Vacansoleil-DCM           | 3      |

| Jongerenklassement |                         |                    |           |
| Plaats             | Naam                    | Ploeg              | Tijd      |
| Witte trui         | Rafał Majka             | Team Saxo-Tinkoff  | 43u30'48" |
| 2                  | Carlos Alberto Betancur | AG2R-La Mondiale   | + 1'05"   |
| 3                  | Wilco Kelderman         | Blanco Pro Cycling | + 4'34"   |
|                    |                         |                    |           |
| 8                  | Jens Keukeleire         | Orica-GreenEdge    | + 43'11"  |

| Ploegenklassement |                    |            |
| Plaats            | Ploeg              | Tijd       |
|                   | Sky ProCycling     | 129u41'15" |
| 2                 | Blanco Pro Cycling | + 5'29"    |
| 3                 | Lampre-Merida      | + 13'01"   |

## Uitvallers
- De Fransman Sylvain Georges (AG2R-La Mondiale) is niet van start gegaan vanwege een positieve dopingtest.[1]

1e etappe ·
2e etappe ·
3e etappe ·
4e etappe ·
5e etappe ·
6e etappe ·
7e etappe ·
8e etappe ·
9e etappe ·
10e etappe ·
11e etappe ·
12e etappe ·
13e etappe ·
14e etappe ·
15e etappe ·
16e etappe ·
17e etappe ·
18e etappe ·
19e etappe ·
20e etappe ·
21e etappe
Startlijst · Eindstanden · Afbeeldingen